# Carlo Marselli
Carlo Marselli (Carrara, 22 novembre 1920 – 15 aprile 1993) è stato un politico italiano.

## Biografia
Esponente del Partito Comunista Italiano, nei primi anni '70 è vicesindaco di Carrara. Viene eletto al Senato della Repubblica nella VI legislatura, restando in carica dal 1972 al 1976. Torna poi nuovamente al Senato nel 1979, concludendo il mandato nel 1983.
Muore all'età di 72 anni nell'aprile del 1993.